# Verordnung (EG) Nr. 1924/2006 (Health Claims)
Mit Health-Claims-Verordnung (zu deutsch etwa „Gesundheitsbehauptungen-Verordnung“) wird die Verordnung (EG) Nr. 1924/2006 des Europäischen Parlaments und des Rates vom 20. Dezember 2006 über nährwert- und gesundheitsbezogene Angaben über Lebensmittel bezeichnet.

## Allgemeines
Die Health-Claims-Verordnung (HCVO) trat am 1. Juli 2007 in allen Mitgliedstaaten der Europäischen Union in Kraft. Sie ist als Verordnung seitdem von allen Gerichten und Behörden in der EU als unmittelbar geltendes Recht zu beachten.
Der Zweck der Health-Claims-Verordnung liegt insbesondere im Gesundheitsschutz. Eine Werbung mit gesundheits- und nährwertbezogenen Angaben ist nach der Verordnung prinzipiell nur zulässig, wenn die Angaben von der Europäischen Union in einem – von der HCVO – vorgegebenen Verfahren wissenschaftlich anerkannt wurden. Für die wissenschaftliche Anerkennung ist die Europäische Behörde für Lebensmittelsicherheit (EFSA) zuständig. Die abschließende Entscheidung über die Zulässigkeit oder Unzulässigkeit bestimmter gesundheits- oder nährwertbezogener Angaben trifft die Europäische Kommission.
Für Lebensmittel darf nach der HCVO – von Übergangsbestimmungen und Ausnahmeregelungen abgesehen – nur mit gesundheits- oder nährwertbezogenen Angaben geworben werden, die ausdrücklich genehmigt wurden. Gesundheits- und nährwertbezogene Angaben über Lebensmittel unterliegen somit einem Verbot mit Erlaubnisvorbehalt. Darüber hinaus stellt die HCVO noch weitere zusätzliche Anforderungen an die Werbung mit gesundheits- und nährwertbezogene Angaben, die im Einzelfall berücksichtigt werden müssen.

## Anwendungsbereich und Begriffsbestimmungen
a) Die Health-Claims-Verordnung gilt gem. ihrem Art. 1 Abs. 2 für nährwert- und gesundheitsbezogene Angaben, die in kommerziellen Mitteilungen bei der Kennzeichnung und Aufmachung von oder bei der Werbung für Lebensmittel gemacht werden, die als solche an den Endverbraucher abgegeben werden sollen, und zwar auch, soweit sie für Restaurants, Krankenhäuser, Schulen, Kantinen und ähnliche Einrichtung zur Gemeinschaftsverpflegung bestimmt sind.
b) Der Begriff „kommerzielle Mitteilung“ im Sinne von Art. 1 Abs. 2 der HCVO ist dahin zu verstehen, dass er u. a. Mitteilungen in Form einer Lebensmittelwerbung erfasst, die der unmittelbaren oder mittelbaren Förderung des Absatzes dieser Lebensmittel dienen. Die Mitteilung muss für den Endverbraucher gedacht, aber nicht an den Endverbraucher gerichtet sein. Auch Werbung gegenüber einem Arzt, die er an Patienten weiterverbreiten soll, fällt darunter.
c) Lebensmittel sind nach Art. 2 Satz 1 der Verordnung (EG) Nr. 178/2002 alle Stoffe oder Erzeugnisse, die dazu bestimmt sind oder von denen nach vernünftigem Ermessen erwartet werden kann, dass sie in verarbeitetem, teilweise verarbeitetem oder unverarbeitetem Zustand von Menschen aufgenommen werden. Darunter fallen nach Art. 2 Abs. 1 b) HCVO in Verbindung mit Art. 2 der Richtlinie 2002/46/EG auch Nahrungsergänzungsmittel.
Der Anwendungsbereich der HCVO wird dadurch eröffnet, dass in einer kommerziellen Mitteilung über bestimmte Lebensmittel Angaben gemacht werden, das heißt Aussagen aufgestellt oder Darstellungen wiedergegeben werden, die bei einem normal informierten und angemessen aufmerksamen und verständigen Durchschnittsverbraucher den Eindruck hervorrufen können, ein Lebensmittel besitze besondere Eigenschaften.
d) Die HCVO erfasst alle Angaben, die einen Bezug zur Gesundheit oder auf den Nährwert eines Lebensmittels haben. Andere Angaben können von anderen Regelungswerken erfasst werden, beispielsweise der Verordnung (EU) Nr. 1169/2011 betreffend die Information der Verbraucher über Lebensmittel (Lebensmittelinformationsverordnung (LMIV) oder der Verordnung (EG) Nr. 258/97 über neuartige Lebensmittel und neuartige Lebensmittelzutaten (Novel-Food-Verordnung, siehe auch Novel Food).
e) Der Begriff „gesundheitsbezogene Angabe“ wird in Art. 2 Abs. 2 Nr. 6 HCVO definiert als jede Angabe, mit der erklärt, suggeriert oder auch nur mittelbar zum Ausdruck gebracht wird, dass der Verzehr einer Lebensmittelkategorie, eines Lebensmittels oder eines Lebensmittelbestandteils einen Risikofaktor für die Entwicklung einer Krankheit beim Menschen deutlich senkt. Es reicht aus, dass nach dem Verständnis des Durchschnittsverbrauchers ein Zusammenhang zwischen dem Lebensmittel oder einem Bestandteil eines Lebensmittels und dem Gesundheitszustand des Konsumenten suggeriert wird. Es werden auch Angaben erfasst, mit denen suggeriert wird, dass der Konsum eines Lebensmittels weniger schädlich ist als bei anderen Lebensmitteln gleicher Art. Der Gesundheitsbegriff erfasst auch Angaben zum seelischen Gleichgewicht.
aa) Gesundheitsbezogene Angaben sind von Aussagen abzugrenzen, die sich auf das allgemeine Wohlbefinden beziehen. Auf das allgemeine Wohlbefinden bezogene Werbeaussagen werden von den Regelungen der HCVO nicht erfasst. Die Frage, ob eine Angabe auf die Gesundheit oder das allgemeine Wohlbefinden bezogen ist, beurteilt sich aus der Sicht der Werbeadressaten.
bb) Der Begriff der gesundheitsbezogenen Angabe ist andererseits vom Begriff der nährwertbezogenen Angabe abzugrenzen. Eine „nährwertbezogene Angabe“ ist nach Art. 2 Abs. 2 Nr. 4 HCVO jede Angabe, mit der erklärt, suggeriert oder auch nur mittelbar zum Ausdruck gebracht wird, dass ein Lebensmittel besondere positive Nährwerteigenschaften besitzt, weil es über eine bestimmte Energie (Brennwert) verfügt oder eben nicht, oder Nährstoffe oder andere Substanzen enthält oder eben nicht. Während sich nährwertbezogene Angaben auf die Menge an in einem Lebensmittel enthaltenen Nährstoffen, anderen Substanzen oder Energie beziehen und damit etwa (nur) Sachinformationen in Bezug auf einen bestimmten Nährstoff vermitteln, stellen gesundheitsbezogene Angaben einen Zusammenhang zwischen einem Lebensmittel oder einem seiner Bestandteile und der Gesundheit her. Auch eine Angabe, die in diese Richtung bestimmte Assoziationen bei Werbeadressaten weckt, kann nährwertbezogen sein.

## Zulässigkeit gesundheitsbezogener Angaben
a) Bei der Beurteilung der Zulässigkeit gesundheitsbezogener Angaben ist zunächst zwischen spezifischen und unspezifischen gesundheitsbezogenen Angaben zu unterscheiden. Die Zulässigkeit spezifischer gesundheitsbezogener Angaben richtet sich nach Art. 10 Abs. 1 HCVO, die Zulässigkeit nichtspezifischer gesundheitsbezogener Angaben nach Art. 10 Abs. 3 HCVO.
b) Spezifische gesundheitsbezogene Angaben sind dem Beweis zugänglich und können Gegenstand eines Zulassungsverfahrens sein. Bei nichtspezifischen gesundheitsbezogene Angaben handelt es sich zwar ebenfalls um gesundheitsbezogene Angaben, mit denen erklärt, suggeriert oder mittelbar zum Ausdruck gebracht wird, dass ein Zusammenhang zwischen einer Lebensmittelkategorie, einem Lebensmittel oder einem seiner Bestandteile einerseits und der Gesundheit andererseits besteht. Sie sind aber nicht beweisbar und damit auch nicht zulassungsfähig.
Bei den spezifischen gesundheitsbezogenen Angaben ist derzeit des Weiteren noch zwischen Angaben zu sog. Botanicals, das sind natürliche pflanzliche Stoffe, und anderen Lebensmitteln zu unterscheiden. Während die EU-Kommission mittlerweile über alle zur Zulassung angemeldeten gesundheitsbezogenen Angaben beginnend im Mai 2012 entschieden hat, ob sie zulässig sind oder nicht, ist dies bei Botanicals nicht der Fall.
Die Verwendung einer gesundheitsbezogenen Angabe für ein Lebensmittel (außer einem Botanical) ist nach Art. 10 Abs. 1 HCVO nur zulässig, wenn die Angabe ausdrücklich zugelassen wurde und (kumulativ) auch im Übrigen den allgemeinen Anforderungen des Kapitel II und den speziellen Anforderungen im Kapitel IV der Verordnung entsprechen. Die von der EU beschiedenen gesundheitsbezogenen Angaben können im EU-Register über nährwert- und gesundheitsbezogene Aussagen über Lebensmittel recherchiert werden.

## Beispiele
Mögliche Health-Claims können sein:
| Nährstoff/Substanz/Lebensmittel | Angabe (VO 432/2012)                           | Bedingungen für die Verwendung (VO 432/2012)                                                                           |
| ------------------------------- | ---------------------------------------------- | --- |
| Roggen-Ballaststoffe            | „tragen zu einer normalen Darmfunktion bei“    | Hoher Ballaststoffgehalt (= mind. 6 g Ballaststoffe pro 100 g)                                                         |
| Weizenkleie                     | „trägt zur Erhöhung des Stuhlvolumens bei“     | Hoher Ballaststoffgehalt (= mind. 6 g Ballaststoffe pro 100 g)                                                         |
| Weizenkleie                     | „trägt zur Beschleunigung der Darmpassage bei“ | Hoher Ballaststoffgehalt (= mind. 6 g Ballaststoffe pro 100 g) und einer täglichen Aufnahme von mind. 10 g Weizenkleie |

Die gesundheitsbezogene Angabe muss außerdem auf den Inhaltsstoff bezogen werden, für den sie zugelassen wurde und nicht auf das Lebensmittel insgesamt. Zulässig ist z. B. die Angaben „Das Vitamin C in einem Glas Orangensaft trägt zur Verringerung von Müdigkeit und Ermüdung bei“, während die Angaben „Ein Glas Orangensaft trägt zur Verringerung von Müdigkeit und Ermüdung bei“ oder „Hohes C trägt zur Verringerung von Müdigkeit und Ermüdung bei“ unzulässig sind, weil sich der zugelassene Health Claim auf Vitamin C und nicht auf Orangensaft oder gar die Marke Hohes C bezieht. Andererseits sind zwar von der Zulassung abweichende Formulierungen zulässig. Sie müssen inhaltlich aber mit der zugelassenen Angabe identisch sein. Die Rechtsprechung wendet insoweit einen strengen Maßstab an.
Für Botanicals gilt die Übergangsvorschrift des Art. 28 Abs. 5 HCVO in Verbindung insbesondere mit Art. 5 HCVO. Gesundheitsbezogene Angaben über Botanicals sind danach zulässig, wenn anhand allgemein anerkannter wissenschaftlicher Nachweise gesichert ist, dass das Vorhandensein oder das Fehlen oder der verringerte Gehalt einer Substanz, auf die sich die Angabe bezieht, in einem Lebensmittel eine positive ernährungsbezogene Wirkung oder physiologische Wirkung hat (Art. 5 Abs. 1 lit. a und b) HCVO). Diesen allgemein anerkannten wissenschaftlichen Nachweis muss der Unternehmer erbringen, der die gesundheitsbezogene Angabe über ein Lebensmittel aufstellt. Nachweise anhand von randomisierten und placebokontrollierten Doppelblindstudien, wie sie in der Rechtsprechung für gesundheitsbezogene Wirkaussagen für Produkte wie Arzneimittel, Medizinprodukte, Kosmetika etc. gefordert werden, werden zwar nicht verlangt. Das Kammergericht greift auf Art. 16a der Richtlinie 2001/83/EG zur Schaffung eines Gemeinschaftskodex für Humanarzneimittel zurück. Danach müssen die Angaben zu den Wirkungen oder die Wirksamkeit der Substanz aufgrund bibliografischer Angaben oder Berichten von Sachverständigen nach langjähriger Anwendung und Erfahrung plausibel sein.
c) Verweise auf allgemeine, nichtspezifische Vorteile des Lebensmittels oder einer Substanz im Lebensmittel für die Gesundheit im Allgemeinen oder das gesundheitsbezogene Wohlbefinden sind nach Art. 10 Abs. 3 der HCVO zulässig, wenn ihnen eine in einer der Listen nach Artikel 13 oder 14 enthaltene spezielle gesundheitsbezogene Angabe beigefügt ist (sogenanntes „Koppelungsgebot“). In der Rechtsprechung ist umstritten, ob dieses Koppelungsgebot auch für Botanicals gilt, für die es noch keine zugelassenen Health Claims gibt, die der nichtspezifischen Angaben beigefügt werden könnten. Die Instanzrechtsprechung folgt der Auffassung des BGH, wonach das Koppelungsgebot für Botanicals nicht gilt, nicht.
d) Sowohl für spezifische wie für nichtspezifische Health Claims ist in der Werbung Art. 10 Abs. 2 HCVO zu beachten. Danach dürfen gesundheitsbezogene Angaben nach Art. 10 Abs. 1 und Art. 10 Abs. 3 HCVO nur gemacht werden, wenn die Kennzeichnung oder, falls diese Kennzeichnung fehlt, die Aufmachung der Lebensmittel und die Lebensmittelwerbung folgende Informationen angeben:
- einen Hinweis auf die Bedeutung einer abwechslungsreichen und ausgewogenen Ernährung und einer gesunden Lebensweise,
- Informationen zur Menge des Lebensmittels und zum Verzehrmuster, die erforderlich sind, um die behauptete positive Wirkung zu erzielen,
- gegebenenfalls einen Hinweis an Personen, die es vermeiden sollten, dieses Lebensmittel zu verzehren, und
- einen geeigneten Warnhinweis bei Produkten, die bei übermäßigem Verzehr eine Gesundheitsgefahr darstellen könnten.

Der Hinweis auf die Bedeutung einer abwechslungsreichen und ausgewogenen Ernährung und einer gesunden Lebensweise ist in jedem Fall obligatorisch. Die weiteren Hinweise müssen nur gegeben werden, wenn die entsprechenden Voraussetzungen vorliegen.
e) Die Health-Claims-Verordnung enthält noch weitere Verbote für gesundheitsbezogene Angaben, die in der Werbung zusätzlich zu beachten sind. Nach Art. 3 Abs. 2 HCVO dürfen die verwendeten nährwert- und gesundheitsbezogenen Angaben
- nicht falsch, mehrdeutig oder irreführend sein;
- keine Zweifel über die Sicherheit und/oder die ernährungsphysiologische Eignung anderer Lebensmittel wecken;
- nicht zum übermäßigen Verzehr eines Lebensmittels ermutigen oder diesen wohlwollend darstellen;
- nicht erklären, suggerieren oder auch nur mittelbar zum Ausdruck bringen, dass eine ausgewogene und abwechslungsreiche Ernährung generell nicht die erforderlichen Mengen an Nährstoffen liefern kann. Bei Nährstoffen, für die eine ausgewogene und abwechslungsreiche Ernährung keine ausreichenden Mengen liefern kann, können abweichende Regelungen, einschließlich der Bedingungen für ihre Anwendung, nach dem in Artikel 24 Absatz 2 genannten Verfahren unter Beachtung der besonderen Umstände in den Mitgliedstaaten genehmigt werden;
- nicht – durch eine Textaussage oder durch Darstellungen in Form von Bildern, grafischen Elementen oder symbolische Darstellungen – auf Veränderungen bei Körperfunktionen Bezug nehmen, die beim Verbraucher Ängste auslösen oder daraus Nutzen ziehen könnten.

Für Getränke mit einem Alkoholgehalt von mehr als 1,2 Volumenprozent dürfen nach Art. 4 Abs. 3 HCVO überhaupt keine gesundheitsbezogenen Angaben aufgestellt werden.
Nach Art. 12 HCVO sind weiterhin die folgenden gesundheitsbezogenen Angaben nicht zulässig:
- Angaben, die den Eindruck erwecken, durch Verzicht auf das Lebensmittel könnte die Gesundheit beeinträchtigt werden;
- Angaben über Dauer und Ausmaß der Gewichtsabnahme;
- Angaben, die auf Empfehlungen von einzelnen Ärzten oder Vertretern medizinischer Berufe und von Vereinigungen, die nicht in Artikel 11 genannt werden, verweisen.

## Zulässigkeit nährwertbezogener Angaben
Eine „nährwertbezogene Angabe“ ist jede Angabe, mit der erklärt, suggeriert oder auch nur mittelbar zum Ausdruck gebracht wird, dass ein Lebensmittel besondere positive Nährwerteigenschaften besitzt, und zwar aufgrund a) der Energie (des Brennwerts), die es liefert, in vermindertem oder erhöhtem Maße liefert oder iii) nicht liefert, und/oder b) der Nährstoffe oder anderen Substanzen, die es enthält, in verminderter oder erhöhter Menge enthält oder nicht enthält.
Nährwertbezogene Angaben dürfen nach Art. 8 Abs. 1 HCVO nur gemacht werden, wenn sie im Anhang zur HCVO ausdrücklich aufgeführt sind und den in dieser Verordnung festgelegten Bedingungen entsprechen. Dieser Anhang wird regelmäßig fortgeschrieben. Zulässig ist außerdem die Verwendung von Angaben, die für den angesprochenen Verkehr „voraussichtlich dieselbe Bedeutung“ haben.
Zu den Bedingungen zur Verwendung nährwertbezogener Angaben gehören auch die allgemeinen Verbote des Art. 3 HCVO. Getränke mit einem Alkoholgehalt von mehr als 1,2 Volumenprozent dürfen keine nährwertbezogenen Angaben mit Ausnahme solcher tragen, die sich auf eine Reduzierung des Alkoholgehalts oder des Brennwerts beziehen.